# Istvan Kiraly (film)
Istvan Kiraly/Koning Stephan is een opera-film uit 1993 naar de gelijknamige opera in twee akten van Ferenc Erkel uit 1885. Het libretto is van Lajos Dobsa, Antal Varady, Amade Nemeth, Laszlo Dalos, Gabor Koltay en Sandor Ruitner. Deze opera moet niet worden verward met de bijna gelijknamige rock-opera Istvan a Kiraly.
De film is bijna geheel in de natuur opgenomen en het verhaal speelt zich af in zijn regeerperiode tussen 1001 en 1038. De akten zijn in de film niet merkbaar. Het is ook niet echt een doorlopend verhaal, maar meer verschillende periodes uit zijn leven nadat hij koning geworden is.

## Beknopte verhaallijn
Koning Stephan, de bekeerde stichter van Hongarije, is bezorgd om de toekomst van zijn land. Hij kondigt daarom bij een feestelijke samenkomst aan dat hij zich van vrede wil verzekeren door zijn zoon prins Imre te laten trouwen met de Kroatische prinses Cresimira. De prins zegt zijn vader te gehoorzamen. Het volk betuigt zijn steun aan de koning, maar sommigen niet van harte. Want niet iedereen heeft zich bekeerd. Een groep houdt verborgen dat zij heidenen zijn. Peter, de broer van de koning, gaat op reis om Cresimira op te halen.
Maar als hij alleen is met abt Asztrik, maakt de vrolijke muziek opeens een dramatische wending. Vervolgens bekent de prins aan zijn moeder, koningin Gisela, en aan de abt, dat hij alleen met Cresimira trouwt omdat zijn vader het wil. Hij heeft een andere vrouw op het oog. Tot hun ontzetting blijkt het om Maria in de hemel te gaan. Ze weten niet hoe te reageren.
Later betrapt Imre een hoveling, Sebős, die een vrouw ontvoerde. Hij bestraft hem, waarop Sebős een heidense vloek over hem uitspreekt.
Ondertussen hebben de heidenen zich georganiseerd onder leiding van de neef van de koning, Vazul. Zij weigeren Christelijk te worden.
Peter, die eigenlijk ook een heiden is, komt aan met Cresimira, en er vind een feestelijke verloving plaats. Maar niet lang daarna meldt Imre al aan Cresimira dat hij niet van haar houdt en verlaat hij haar.
Tijdens de overbrenging van Cresimira is Peter verliefd geworden op haar. Later tracht hij haar te overtuigen om de prins te vergiftigen, waarna hijzelf koning wil worden. Hoewel ze woedend is omdat Imre niet van haar houdt, gebruikt ze het vergif niet.
Koning Stephan trekt met soldaten ten strijde tegen de heidenen, maar dankzij zijn sterke geloof weet hij zonder strijd de heidenen te bekeren en te vergeven. Maar zijn nobele daad wordt algauw overschaduwd. Want hij krijgt ter plaatse bericht dat prins Imre is omgekomen tijdens de jacht. Zijn geloof wordt zwaar op de proef gesteld. Cresimira en de ouders zijn ontroostbaar. De koning twijfelt wel aan de doodsoorzaak.
Na de herdenkingsplechtigheid maakt de koning zich hevig zorgen over zijn land en zijn opvolging. Aan het eind van het verhaal is hij er toch van overtuigd dat het goed zal komen en gerust de ogen voorgoed kan sluiten. De abt herdenkt hem daarna met de woorden: "Hij was de eerste koning van zijn land, maar hij zal de laatste koning zijn die vergeten wordt".

## Muzikaal (niet zichtbaar) uitgevoerd door
- Symfonieorkest en koor van de Hongaarse radio
- mannenkoor Honvéd-ensamble
- koor Koning Stephan
- Dirigent László Kovács

## Belangrijkste personen
- Koning Stephan/Istvan Kiraly
- Koningin Gisela
- Hertog/prins Imre (Emmerich)
- prinses Cresimira, verloofde van Imre
- Vazul, neef van de koning, heidenen-aanvoerder
- Peter, broer van de koning
- Abt Asztrik, biechtvader van Imre
- Barang, sjamaan, "priester" van de heidenen; hij leidt de ceremonie bij hun afgod, die zij "de krijgsheer" noemen
- Sebős, hoveling; in het geheim heiden
- Java, een Hongaarse vrouw

## Achtergrond
De film is gebaseerd op de gelijknamige opera, maar de volgorde van de muziek is anders. De film is veel korter, dus niet alle muziek is te horen. Decennia lang werd de opera niet uitgevoerd, of in sterk gewijzigde vorm. Pas in 2014 werd er voor het eerst in lange tijd een totaalopname gemaakt die de oorspronkelijke volgorde en lengte heeft. Deze duurt circa 2 uur en 20 minuten, terwijl de film circa 95 minuten duurt. Het verhaal is gebaseerd op de overleveringen uit die tijd, en de meeste personen zouden echt bestaan hebben. Prins/hertog Imre zou inderdaad zo omgekomen zijn, maar met wie hij getrouwd was is onzeker. De meeste namen zijn terug te vinden, behalve Cresimira/Kresimira.

### Trivia
- Wat de abt in de film "voorspelt" is uitgekomen, want de eerste koning is nog steeds beroemd in Hongarije. Er zijn o.a. diverse monumenten, en een nationale feestdag.
- In de laatste scène komt de kroon groot in beeld; de originele kroon bestaat nog steeds en heeft dus meer dan 1000 jaar overleeft.